# Hans Werner Skafte Rasmussen
Hans Werner Skafte Rasmussen (* 8. September 1906 in Chemnitz, Sachsen; † 21. September 1945 im NKWD-Lager Toszek, Polen) war ein deutscher Techniker und Industrieller.

## Familie
Er wurde als zweites von vier Kindern des dänischen Ingenieurs und DKW-Gründers Jørgen Skafte Rasmussen (1878–1964) und dessen deutscher Ehefrau Johanna Clementine Therese Liebe (1884–1973) geboren. Er hatte eine ältere Schwester, Hildegard Ilse (1905–1939), sowie zwei jüngere Brüder, Ove (1909–1995), und Arne (1912–1994).
Hans Werner Skafte Rasmussen war mit Clara (1907–1985), geborene Cordes, genannt „Clärchen“, verheiratet. Sie war eine Tochter des für das Auswärtige Amt in China tätigen und späteren Bankdirektors der Deutsch-Asiatischen Bank in Tientsin und Peking, Heinrich Cordes. Das Ehepaar hatte fünf Kinder, Sybille (* 1937), Susanne (* 1939), Hans-Peter (1940–2009), Edda (* 1941) und Maren (* 1945).

## Schule und Ausbildung
Hans Werner Skafte Rasmussen besuchte nach der Volksschule die von Martin Luserke geleitete reformpädagogische Freie Schulgemeinde Wickersdorf, nach einer Sezession im Jahr 1925 die Obersekunda der von Luserke und Kollegen gegründeten Schule am Meer auf der Nordseeinsel Juist. Danach erhielt er eine technische Ausbildung.

## Berufliche Entwicklung
Als 25-Jähriger trat Rasmussen bereits zum 1. Mai 1931 in die NSDAP ein (Mitgliedsnummer 529.952) und schloss sich im selben Jahr dem NSKK an. Nach Abschluss seiner Ausbildung wurde er 28-jährig im Jahr 1934 Technischer Direktor und Geschäftsführender Gesellschafter der von seinem Vater 1923 gegründeten Framo Werke GmbH in Hainichen in Sachsen. Mitgesellschafter waren seine beiden jüngeren Brüder Ove und Arne sowie seine Schwester Hildegard Ilse Henning, geborene Rasmussen.
Die Rasmussens konnten sich lange Zeit der Umstellung auf Rüstungsproduktion widersetzen, musste jedoch auf Anordnung ab dem 1. Oktober 1943 für die Erzeugung von kriegswichtigen Produkten für die Wehrmacht umstellen. Dadurch kamen in der Folge auch jüdische Zwangsarbeiter ins Unternehmen, die im Lager Hainichen, einem Außenlager des KZ Flossenbürg, untergebracht waren. Rasmussen wurde vom Reichsministerium für Rüstung und Kriegsproduktion unter Albert Speer als Leiter eines Sonderausschusses für Granat- und Nebelwerfer geführt, denn u. a. diese Produkte sollten von den Framo-Werken in der letzten Kriegsphase gefertigt werden.

## Inhaftierung und Tod
Daher galt das Unternehmen der Sowjetischen Militäradministration in Deutschland (SMAD) nach Kriegsende als Rüstungsbetrieb. Es wurde gemäß Befehl 124 nahezu vollständig demontiert und in die Sowjetunion transportiert.
Der als geschäftsführender Gesellschafter fungierende Hans Werner Skafte Rasmussen wurde von den Sowjets am 2. Juni 1945 festgenommen, zusammen mit 1.311 anderen Festgenommenen über das Kreisgefängnis in Döbeln ins NKWD-Speziallager Bautzen transportiert und von dort per Eisenbahn nach dem nunmehr polnischen Oberschlesien gebracht, wo er einer quittierenden Empfangsbestätigung des Lagers Toszek des sowjetischen NKWD zufolge am 17. Juli 1945 eintraf. Dieses war auf dem Gelände der früheren Landespflegeanstalt Tost für psychisch Kranke eingerichtet worden, später Gelände einer Armaturenfabrik.
Nur zehn Wochen überlebte der 39-jährige Rasmussen in der von besonders brutalen Posten bewachten Haftanstalt. Schikanen der ausgehungerten Inhaftierten waren an der Tagesordnung des stark überfüllten Lagers und es herrschten katastrophale hygienische Verhältnisse. Lt. 1950 abgegebener eidesstattlicher Versicherung eines ehemaligen Mithäftlings verstarb Rasmussen „im Lagerlazarett an allgemeiner Entkräftung und hinzugekommener Ruhr“. Er wurde auf dem Lagergelände verscharrt. Als das Lager im Dezember 1945 aufgelöst wurde, war mehr als die Hälfte der rund 5000 Inhaftierten tot.